# آزار (ترانه ناین اینچ نیلز)
«آزار» (به انگلیسی: Hurt) ترانهای است که ترنت رزنُر آن را سروده‌است و اولین بار در آلبوم ۱۹۹۴ ناین اینچ نیلز با نام مارپیچ رو به پائین منتشر شد. تک‌آهنگ «آزار» که در سال ۱۹۹۵ روانهٔ بازار شد، در آمریکا تا رتبهٔ ۸اُم جدول ترانه‌های راک مدرن صعود کرد.
جانی کَش نیز نسخه‌ای از «آزار» را در سال ۲۰۰۲ بازخوانی کرد که تحسین منتقدان را در پی داشت. «آزار» آخرین اثر پُرفروش جانی کَش بود که پیش از مرگش منتشر شد. ویدئوی نسخهٔ جانی کش، با استفاده ار تصاویر قدیمی فیلم‌ها و اجراهای مختلف او و به کارگردانی مایک رومانک ساخته شده‌است. این ویدئو در سال ۲۰۰۳ برندهٔ جایزهٔ بهترین تک‌آهنگ کانتری از جوایز موسیقی انجمن کانتری شد و در سال ۲۰۰۴ گرمی بهترین ویدئوی سال را از آن خود کرد.